# Matilde Camus
Aurora Matilde Gómez Camus (26. september 1919 i Santander – 28. april 2012) var en spansk digter.